# 赫連昌
赫連 昌（かくれん しょう）は、五胡十六国時代の夏の初代皇帝赫連勃勃の三男で、第2代皇帝。もとの名は折。
赫連勃勃の部将として活躍し、424年の後継争いで太子を殺した廃太子を討ち取って自分が太子となった。425年に即位すると、北魏に敗れ、427年に都統万城を落とされ上邽に逃亡し、翌年秦州に奔った所を捕らえられた。太武帝の庇護下で会稽公となり（428年 - 430年）、太武帝の妹の始平公主を娶り、次いで秦王となった（430年 - 434年）。434年に後継の弟の赫連定が殺されて夏が滅亡すると、謀反と西走を試み誅殺された。

## 生涯

### 即位前
414年、赫連勃勃は長男の赫連璝を太子に立てると、赫連昌を太原公とした。416年、勃勃が陰密を手に入れると、赫連昌を雍州に鎮させた。417年、東晋の劉裕が後秦を滅ぼして長安を支配したが、幼児の劉義真に任せて東晋に帰ったので、勃勃は赫連璝と王買徳と共に赫連昌に長安を攻撃させた。赫連昌が潼関を包囲したことで東晋軍は逃げ場を失い、翌年退却する所を夏に撃破された。東晋の朱齢石と朱超石は長安の市民に追われ曹公塁に奔ったところを赫連昌に包囲され、給水を絶たれたことで捕え殺された。
424年、勃勃は長安で駐屯した太子の赫連璝を廃嫡し、四男の酒泉公の赫連倫を太子に立てた。廃嫡された赫連璝は父に反撥して長安で挙兵し、衆7万で統万城へ攻め上り、3万で抗戦した異母弟の赫連倫を高平で敗死させたが、同じく異母弟の赫連昌が騎兵1万で赫連璝を襲い殺し、衆8万5千を率いて統万に帰った。勃勃は大喜びで赫連昌を太子とした。

### 即位後
真興7年（425年）、父帝の死で皇位を継承し、第2代皇帝として即位する。承光2年（426年）、二路より5万の兵を進めて西秦を攻め、都の枹罕を陥して西平まで進出したが、逆に手薄になった本国を北魏の太武帝拓跋燾に攻められて関中諸城を占領された。承光3年（427年）、北魏の侵攻を受けて都の統万城を占領された。赫連昌は統万城から脱出し、上邽を都に定めて抗戦したが、各地で北魏軍に敗れ、承光4年（428年）に安定で北魏に捕らえられた。
その後は北魏の庇護を受けて会稽公となり、神䴥3年（430年）に秦王に封じられるが、延和3年（434年）に北魏によって殺された。

## 宗室

### 父
- 父：赫連勃勃（世祖）

### 妻
- 皇后（姓名は不明）
- 北魏の始平公主（428年 - ）

### 子女
- 羅提（羅結の従子の羅渥の子）の妻
- 長孫翰の妻